# Promna (wieś)
Promna – wieś w Polsce położona w województwie mazowieckim, w powiecie białobrzeskim, w gminie Promna. Przez miejscowość przebiega droga wojewódzka nr 731.
Wieś szlachecka położona była w drugiej połowie XVI wieku w powiecie grójeckim ziemi czerskiej województwa mazowieckiego. W latach 1975–1998 miejscowość administracyjnie należała do województwa radomskiego.
Miejscowość jest sołectwem, siedzibą gminy Promna i parafii pw. św. Marii Magdaleny, należącej do dekanatu wareckiego, archidiecezji warszawskiej. Tutejszy kościół został zaprojektowany przez Adolfa Loewe.
Znajduje się tutaj pałac z przełomu XVIII i XIX wieku.
W miejscowości, od 1995 roku, działa klub piłkarski LKS Promna, którego największym sukcesem były występy w IV ligi w grupie mazowieckiej, w latach 2016–2019.